# Волдемарс Замуелс
Волдемарс Замуелс (латис. Voldemārs Zāmuēls; 22 травня 1872 — 16 січня 1948) — латвійський юрист і політичний діяч, прем'єр-міністр Латвії (1924), міністр сільського господарства Латвії (1921—1922), міністр юстиції Латвії (1924).

## Біографія
1902 року закінчив Юр'ївський університет, від 8 березня того ж року мав практику в Ризі як присяжний повірений. Долучився до партії кадетів.
1917 року увійшов до складу Латвійської тимчасової національної ради, був обраний її головою.
18 лютого 1918 року німецька армія після тримісячної перерви відновила військові дії на Східному фронті. Більшовики — так звана Республіка Іськолата — відступили, під час чого з лав інтелігенції, заможних латишів і місцевих німців взяли сотні заручників, яких вивезли до Росії, щоб упередити можливі репресії з боку німців. Серед тих, кого більшовики взяли в заручники був і Замуелс — на той момент голова ради. Спершу, 15 лютого, більшовики заарештували його, втім Валкський революційний трибунал звільнив Замуелса під заставу. За чотири дні, коли вже почалась атака німецької армії, більшовики заарештували Замуелса знову. Коли затриманих привезли до Львова, Замуелс утік і повернувся до Валок, на той момент вже окупованих німцями.
Пізніше Замуелс увійшов до складу Народної ради Латвії. 1919 року став членом Сенату, був обраний одним з перших шести сенаторів і головою Вищого військового суду, потім став першим генеральним прокурором Латвії. 1920 року його обрали до складу Установчих зборів.
Був одним з підписантів Меморандуму Центральної Ради Латвії від 17 березня 1944 року.
Замуелс був нагороджений Орденом Трьох зірок, але від ордена відмовився.